# 西方町金崎
西方町金崎（にしかたまちかなさき）は、栃木県栃木市の大字。地域自治区である西方地域に属し、西方町を冠する。郵便番号は322-0601。
　

## 地理
栃木市の北部、地域自治区・「西方町」の北東部に位置する。東武金崎駅が置かれ、また国道293号が通り、西方町の経済的な中心となる。駅周辺の市街地から離れると農地が多く見られる。

### 河川
- 思川 - 地内東部を南流する。

## 歴史
- 2011年（平成23年）10月1日 - 上都賀郡西方町が栃木市と合併し新生・栃木市が成立。同時に地域自治区「西方町」が設置され、栃木市西方町金崎となる。

## 世帯数と人口
2017年（平成29年）8月31日現在の世帯数と人口は以下の通りである。
| 大字       | 世帯数  | 人口    |
| ---------- | ------- | ------- |
| 西方町金崎 | 629世帯 | 1,659人 |

## 交通

### 鉄道
東武鉄道日光線が南北に縦貫し、東武金崎駅が置かれている。

### 道路
- 国道293号・栃木県道3号宇都宮亀和田栃木線 - 両者は地内の全域で重複する。
- 栃木県道131号金崎停車場線

## 施設
- 栃木警察署金崎駐在所
- 西方町シルバー人材センター
- 榮町公民館
- 木の宮東公民館
- 木の宮西公民館
- 上組集落センター
- 金崎郵便局
- 西方病院
- 千手院 - 真言宗智山派の仏教寺院。山号は愛宕山。